# Carrot2

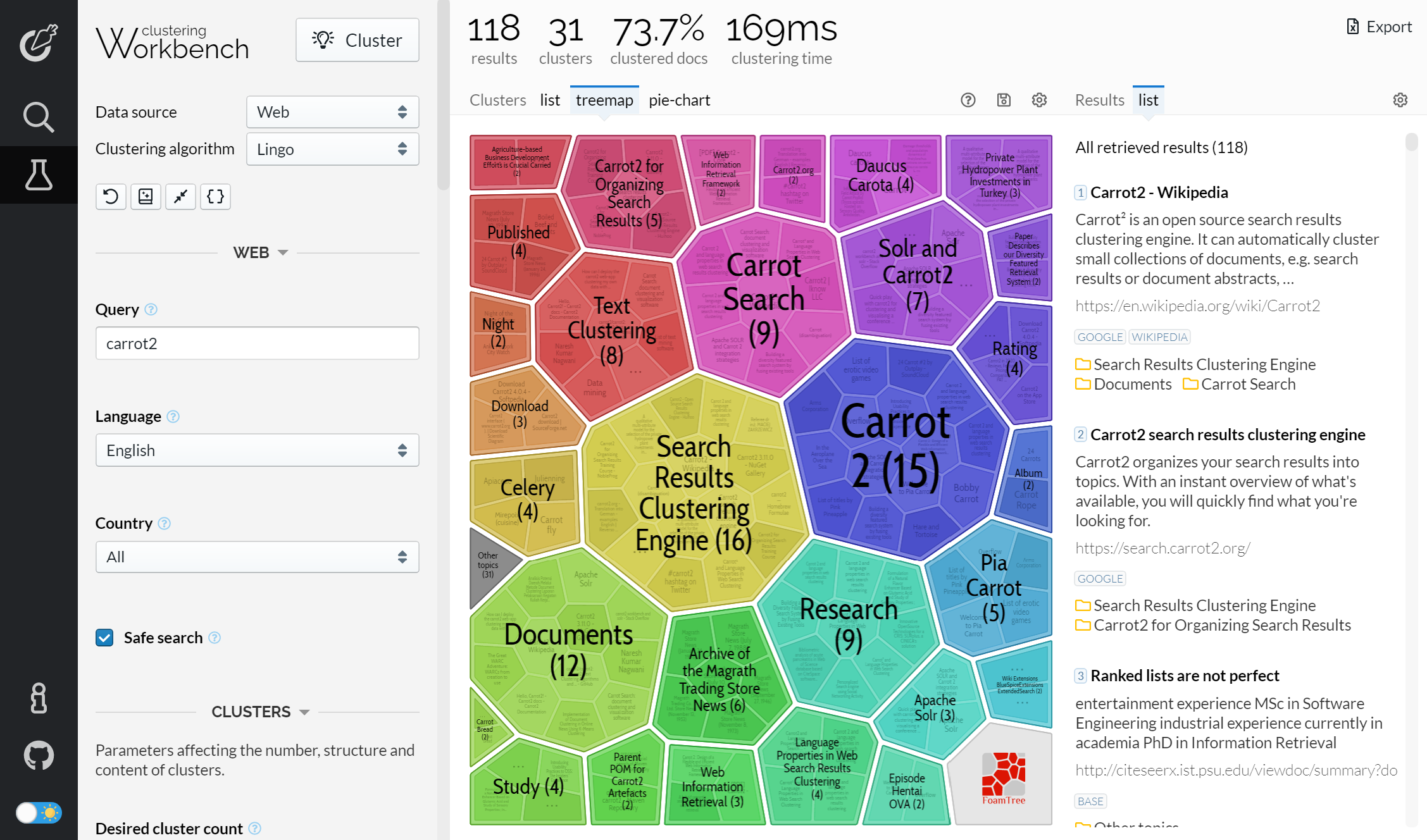
Wyniki wyszukiwania w Internecie grupowane przy użyciu algorytmu Lingo Carrot2.

Carrot² – otwarty system do przetwarzania danych tekstowych, w szczególności stosowany jest do grupowania rezultatów wyszukiwania danych w wyszukiwarkach internetowych, choć może być użyty również do innych typów danych i zastosowań. System dzieli dokumenty znalezione w sieci na grupy lub klastry, używając algorytmów klastrowania, które konsultują się z różnymi źródłami danych, a następnie przetwarzają i wyświetlają uzyskane informacje. 
System jest rozwijany na zasadach wolnego oprogramowania i licencji BSD. Dostępna jest również komercyjna implementacja niektórych komponentów grupujących oparta na Carrot2 – jej rozwojem zajmuje się firma Carrot Search.
| Zwolnić             | Data wydania     | Duże zmiany i nowe funkcje |
| ------------------- | ---------------- | --- |
| 4.5.2               | Listopad 2023 r. | Aktualizacje zależności, ulepszenia systemu kompilacji. |
| 4.5.1               | maja 2023 r.     | Aktualizacje zależności, drobne poprawki błędów. |
| 4.5.0               | Listopad 2022 r. | Aktualizacje zależności, poprawki błędów. |
| 4.4.3               | Sierpień 2022 r. | Aktualizacje zależności, poprawki błędów w STC i infrastruktura stemplująca. |
| 4.4.0, 4.4.1, 4.4.2 | Grudzień 2021 r. | Poprawki zabezpieczeń i aktualizacje zależności. |
| 4.3.0               | Lipiec 2021 r.   | Drobne zmiany API i poprawki błędów. Ulepszenia środowiska pracy (fronton wyszukiwania DCS). |
| 4.2.0, 4.2.1        | Marzec 2021 r.   | Ulepszenia słowników JSON i środowiska pracy. Poprawki. |
| 4.1.0               | Styczeń 2021 r.  | Środowisko pracy oparte na sieci Web. Słowniki JSON i nowe opcje filtrowania. Polerowanie API. |
| 4.0.0               | Lipiec 2020 r.   | Zmiany i uproszczenia interfejsu API w całej bazie kodu. Usunięcie przestarzałych technologii i narzędzi. Nowa dokumentacja i czyszczenie kodu. |
| 3.16.2              | Wrzesień 2019 r. | Zaktualizuj biblioteki innych firm (problemy związane z zabezpieczeniami). |
| 3.16.1              | Styczeń 2019 r.  | Aktualizacja wizualizacji JS. Migracja interfejsu API Microsoft Bing w wersji 5 do wersji 7. |
| 3.16.0              | Maj 2018         | Przegląd problemów ze zgodnością środowiska Java 9+. Kompatybilność środowiska pracy z dystrybucjami Ubuntu. Aktualizacje źródeł dokumentów i usuwanie niedziałających źródeł dokumentów.                                                                   |
| 3.15.1              | Marzec 2017      | Poprawka usterki dla wersji platformy .NET, która może spowodować niezaznaczone wyjątki we/wy w niedostępnym bieżącym katalogu roboczym. |
| 3.15.0              | Październik 2016 | Przejście interfejsu API Bing z wersji 2 do wersji 5. Uaktualnienie zależności innych firm. Kosmetyki wewnętrzne. |
| 3.14.0              | Wrzesień 2016    | Ulepszenia środowiska pracy (obsługa wysokiej rozdzielczości DPI, ulepszenia systemu MacOSX, poprawki błędów). PubMed przechodzi na protokoły HTTP. Inne drobne ulepszenia.                                                                                 |
| 3.13.0              | Lipiec 2016      | Poprawki błędów interfejsu API serwletów, poprawki błędów Workbench, usunięte źródło dokumentu Google, poprawione kody języków dla kilku języków. |
| 3.12.0              | Luty 2016        | Aktualizacja słownika języka polskiego Morfologik, zmiany i dostosowania infrastrukturalne pozwalające C2 na działanie w ramach bardziej rygorystycznych polityk menedżera bezpieczeństwa.                                                                  |
| 3.11.0              | Październik 2015 | Aktualizacja Apache Lucene, poprawki błędów i pakiet zbiorczy zmian z wersji 3.10.x. |
| 3.10.4              | Październik 2015 | Aktualizacja biblioteki Morfologik. |
| 3.10.3              | Sierpień 2015    | Przepakowano Google Guavę, aby uniknąć konfliktów w Solr. |
| 3.10.2              | Lipiec 2015      | Drobne poprawki w środowisku pracy (wyświetlanie klastrów w języku arabskim). |
| 3.10.1              | maj 2015         | Wizualizacja Aduna została usunięta z dystrybucji MacOS. Drobne poprawki w środowisku pracy. |
| 3.10.0              | maj 2015         | Aktualizacje wizualizacji. Poprawki. Aktualizacje zależności biblioteki. |
| 3.9.4               | Listopad 2014 r. | Aktualizacja FoamTree. Nowe atrybuty klastrowania wielojęzycznego. Poprawki wizualizacji. |
| 3.9.3               | Lipiec 2014      | Aktualizacja FoamTree. Poprawki i poprawki infrastruktury (jflex, adresy URL repozytorium sonatype). |
| 3.9.2               | Kwiecień 2014    | Poprawka błędu w FoamTree HTML5. |
| 3.9.1               | Kwiecień 2014    | Poprawki błędów, aktualizacje wizualizacji HTML5. |
| 3.9.0               | Luty 2014        | Wizualizacje HTML5 zastępujące flasha, aktualizacja zależności bibliotek, poprawki błędów. |
| 3.8.1               | Październik 2013 | Poprawki błędów, drobne poprawki funkcjonalności. |
| 3.8.0               | Lipiec 2013      | Poprawki błędów, aktualizacje zależności biblioteki. |
| 3.7.1               | maj 2013         | Drobne poprawki błędów (wydanie konserwacyjne 3.7.0). |
| 3.7.0               | Kwiecień 2013    | Zmiany w infrastrukturze rdzenia (identyfikatory ciągów), lepsza integracja z Solr XSLT, poprawki Workbench dla większych wejść, zaktualizowane zależności.                                                                                                 |
| 3.6.3               | Kwiecień 2013    | Drobne poprawki i usprawnienia: dostosowanie adaptera Solr XSLT, poprawki Workbench dla większych wejść, zaktualizowane zależności. |
| 3.6.2               | listopad 2012    | Drobne poprawki błędów i ulepszenia. |
| 3.6.1               | sierpień 2012    | Drobne poprawki błędów. |
| 3.6.0               | czerwiec 2012    | Zmiany infrastrukturalne, refaktoryzacje i poprawki błędów. |
| 3.5.3               | grudzień 2011    | Aktualizacje infrastruktury wynikające z migracji do GitHub. Aktualizacja środowiska pracy do wersji SWT 3.7.1. |
| 3.5.2               | wrzesień 2011    | Obsługa Ajax w Document Clustering Server, ulepszone źródło dokumentów Bing, ulepszenia Workbench, poprawki błędów. |
| 3.5.1               | czerwiec 2011    | Usunięto poprawki błędów, ulepszenia integracji wizualizacji, obsługę interfejsu API Yahoo BOSS. |
| 3.5.0               | maj 2011         | Wizualizacja FoamTree, dzielenie na dwie części klastrów k-średnich, ulepszenia zarządzania zasobami |
| 3.4.3               | Marzec 2011      | Dystrybucja do centralnego repozytorium Maven |
| 3.4.2               | październik 2010 | Poprawki |
| 3.4.1               | Wrzesień 2010    | Pakiet kompatybilności z Solr 1.4.x, poprawki błędów |
| 3.4.0               | sierpień 2010    | Interfejs API platformy .NET do wywoływania klastrowania Carrot² |
| 3.3.0               | Kwiecień 2010    | Znacząca poprawa skalowalności w algorytmie klastrowania STC |
| 3.2.0               | Marzec 2010      | Eksperymentalna obsługa klastrowania treści arabskich i koreańskich, aplikacja wiersza poleceń do klastrowania w trybie wsadowym, usunięte zależności na licencji LGPL                                                                                      |
| 3.1.0               | Wrzesień 2009    | Eksperymentalne wsparcie dla klastrowania treści w języku chińskim, wtyczka do klastrowania wyników wyszukiwania dla Apache Solr |
| 3.1.0               | Wrzesień 2009    | Eksperymentalne wsparcie dla klastrowania treści w języku chińskim, wtyczka do klastrowania wyników wyszukiwania dla Apache Solr |
| 3.0.1               | Marzec 2009      | Środowisko pracy klastrowania dokumentów dostępne dla systemu Mac OS X |
| 3.0.0               | Styczeń 2009     | Dodano Document Clustering Workbench w celu łatwego eksperymentowania z klastrowaniem Carrot², radykalnie uproszczony interfejs Java API, ponownie zaimplementowano aplikację internetową do klastrowania wyników wyszukiwania, dostępna instrukcja obsługi |
| 2.1.0               | Sierpień 2007    | Dodano serwer klastrowania dokumentów w celu uwidaczniania klastrowania jako usługi REST |
| 2.0.0               | Wrzesień 2006    | Nowy interfejs użytkownika aplikacji webowej do klastrowania wyników wyszukiwania |
| 1.0.0               | Styczeń 2006     | Pierwsze oficjalne wydanie, pliki binarne dostępne na SourceForge |
| 0.0.0               | od 2002 r.       | Wydania inkubacyjne, kod źródłowy dostępny na SourceForge |